# Borysthenia goldfussiana
Borysthenia goldfussiana (synoniemen: Valvata goldfussiana en Valvata woodwardi) is een uitgestorven zoetwaterkieuwslak uit de familie van de Valvatidae.

## Beschrijving

### Schelpkenmerken
Schelp, stevig en laag kegelvormig, meestal iets hoger dan breed. De hoogte van de laatste winding is ongeveer 90% van de totale schelphoogte. Er zijn ongeveer 3½ snel in grootte toenemende windingen die gescheiden zijn door een ondiepe sutuur. De eerste windingen zijn bol de latere wat minder en de laatste kan iets afgeplat zijn. De mondopening is bijna cirkelvormig, iets scheefstaand en loopt naar boven stomphoekig toe. Er is een onverdikte continu doorlopende mondrand en een kleine gedeeltelijk bedekte navel. De apex is matig spits. De sculptuur van het schelpoppervlak bestaat alleen uit fijne regelmatige groeilijnen, het schelpoppervlak is verder glad en glanzend. Het operculum is onbekend maar zal net als alle Valvatidae dun en hoornachtig zijn en multispiraal van opbouw.
Borysthenia goldfussiana lijkt veel op de moderne soort Borysthenia naticina maar is groter. Ook verschillen de lengte/breedte verhoudingen.

### Afmetingen van de schelp
- hoogte: tot ongeveer 8,0 millimeter
- breedte tot ongeveer 7,4 millimeter

### Habitat en levenswijze
Deze soort kwam voor zover bekend altijd samen voor met andere soorten die kenmerkend zijn voor rustige gedeelten van grote rivieren e.d.

### Areaal
Deze soort is alleen fossiel bekend uit West-Europa (Engeland, Nederland, Duitsland).

### Fossiel voorkomen
Deze soort is bekend uit het Tiglien, Waalien, Bavelien en een vroeg Cromerien interglaciaal. In Nederland alleen voorkomend in afzettingen van de Rijn (Formaties van Waalre en Sterksel) en in mariene afzettingen die daarmee vertanden zoals de Formatie van Maassluis. In Engeland bekend uit even oude afzettingen in East Anglia, uit Duitsland bekend uit vroeg Midden Pleistocene afzettingen van de Saale (rivier). Niet bekend uit België.